# The Light (Stargate SG-1)
The Light (La Luz) es el décimo octavo episodio de la cuarta temporada de la serie de televisión de ciencia ficción Stargate SG-1, y el octogésimo cuarto capítulo de toda la serie. 

## Trama
En el SGC, el Teniente Barber del SG-5 y la Mayor Carter están a punto de partir a P4X-347, un mundo con un palacio Goa'uld desierto que se encuentra estudiando Daniel. Sin embargo, mientras Samantha habla con Jack antes de irse, Barber se lanza al reflujo producido en la apertura del Portal y muere. Nadie sabe lo que indujo al teniente a hacerlo. 
Mientras tanto, Daniel regresa del planeta para investigar un dispositivo que encontró. Sin embargo, no logra averiguar que es, lo que lo frustra desmesuradamente. Más adelante cuando Hammond ordena cancelar las misiones hasta averiguar que causó la reacción del Teniente, Daniel se comporta agresivamente con él, y O'Neill tiene que sacarlo del despacho. Daniel después se va a su departamento. Al otro día, cuando Carter dice que no puede contactarse con Daniel, O'Neill decide ir a verlo. En el apartamento, Jack descubre a Daniel al borde de la terraza. Afortunadamente, O'Neill lo convence de no saltar y lo lleva a la base, donde es internado. El resto del SG-5 también sufre lo mismo.
El SG-1 después es enviado al planeta, para averiguar que sucede. Allí encuentra una sala con una hermosa luz en el centro. El equipo queda tan sorprendido, que pierde el sentido del tiempo durante varias horas. Cuando reaccionan, el equipo continúa explorando, y encuentran a un joven llamado Loran, quien espera el regreso de sus padres. Luego, Hammond informa al SG-1 que Daniel entró en coma y el SG-5 murió.
Mientras Jack vuelve al SGC, Carter y Teal'c se quedan a seguir investigando la extraña luz. En la Tierra, Jack parece presentar los mismos síntomas de Daniel. O'Neill concluye que algo en ese planeta los afecta, y por eso decide traer de vuelta allí a Jackson, quien se hallaba justo al borde de la muerte. 
Una vez recuperado Daniel, el equipo descubre como apagar la luz. Luego, antes de que los síntomas de abstinencia empiecen a aparecer, O'Neill, Carter y Teal'c deciden ir a explorar el resto del planeta. Después de hallar, a orillas de una playa cercana, 2 cuerpos que creen que corresponden los padres de Loran, los 3 comienzan a sentirse histéricos, por lo que deciden volver al palacio. Sin embargo, ellos al regresar vuelven a sentirse mejor. Por otro lado, Daniel, quien se quedó allí todo el tiempo, dice que no sufrió ningún cambio. Esto lleva a deducir al SG-1 que es otra cosa lo que produce la adicción, y no “la luz”. Jack sospecha que Loran sabe la razón, y se lo dice cuando le informa que hallaron a sus padres. Al oír esto, Loran muestra un panel de control oculto en el pedestal y como desactivar el dispositivo. Más tardes Loran le confiesa a O'Neill que el mato a sus padres. Al apagar el artefacto de forma inmediata, sus padres se volvieron locos, corrieron lago y murieron ahogados. Para evitar que les pase lo mismo, Teal'c encuentra la forma de desactivarlo lentamente.
Después de unas 3 semanas, SG-1 vuelve a casa, ofreciéndole a Loran venir con ellos.

## Artistas invitados
- Teryl Rothery como la Dra. Fraiser.
- Gary Jones como Walter Harriman.
- Kristian Ayre como Loran.
- Link Baker como el Teniente Barber.